# Întâmplare pe Muntele Tien Yun San
Întâmplare pe Muntele Tien Yun San (în chineză simplificată: 天云山传奇; chineză tradițională: 天云山傳奇; pinyin: Tiānyúnshān chuánqí) este un film chinezesc din 1980, regizat de Xie Jin⁠(en)[traduceți]. Inspirat din romanul Rododendronul roșu (în chineză: 满山杜鹃红; pinyin: Mǎn shān dùjuān hóng) al lui Lu Yanzhou⁠(zh)[traduceți], acest film prezintă suferințele poporului chinez în timpul campaniei politice de lungă durată împotriva „deviaționiștilor de dreapta”⁠(en)[traduceți] din anii 1950 și până la căderea Bandei celor patru⁠(en)[traduceți]. El descrie greutățile cu care s-au confruntat chinezii în contextul tulburărilor politice care au avut loc după formarea Republicii Populare Chineze și reflectă critic impactul acelei perioade istorice. Rolurile principale au fost interpretate de Wang Fuli⁠(en)[traduceți], Shi Weijian⁠(zh)[traduceți], Shi Jianlan⁠(d) și Zhong Xinghuo⁠(zh)[traduceți].
Filmul a provocat, la vremea apariției sale, reacții sociale puternice și larg răspândite și a obținut mai multe premii: patru premii „Cocoșul de aur⁠(en)[traduceți]” (cel mai bun film, cel mai bun regizor, cea mai bună imagine și cea mai bună scenografie) în 1981, premiul revistei Dàzhòng diànyǐng⁠(zh)[traduceți] („Filme populare”) pentru cel mai popular film și „Premiul „O sută de flori”⁠(en)[traduceți] pentru cel mai bun film.

## Rezumat
La începutul anilor 1950 Song Wei și Feng Qinglan, două tinere femei care tocmai absolviseră școala, se alătură echipei de explorare a muntelui Tien Yun San. În acel moment, Luo Qun a preluat postul lui Wu Yao și a devenit comisar politic al expediției montane. Activitatea de explorare a fost plăcută, iar Song Wei și Luo Qun s-au îndrăgostit unul de celălalt. În primăvara anului 1957 Song se alătură Partidului Comunist Chinez (PCC) și este trimisă să studieze la școala de partid. Atunci când cei doi plănuiesc să se căsătorească, izbucnește Campania împotriva deviaționiștilor de dreapta⁠(en)[traduceți], iar Luo este clasificat drept „element de dreapta”, fiind destituit din postul pe care-l deținea și trimis să lucreze în mediul rural. Wu Yao, care conduce campania politică în regiunea Muntelui Tien Yun, o forțează pe Song să se despartă de Luo. În urma presiunii politice, Song îi trimite o scrisoare de adio lui Luo și se căsătorește mai târziu cu Wu.
Într-una din zile, Feng, care și-a ascuns până atunci admirația și dragostea sa pentru Luo, părăsește echipa de explorare și vine în satul unde fusese trimis Luo, dorind să lucreze acolo ca profesoară. Luo se îmbolnăvește grav, iar Feng îl aduce cu greutate, prin vânt și zăpadă, la locuința ei, unde îl îngrijește. Cei doi se căsătoresc curând, în ciuda opreliștilor, și duc o viață plină de lipsuri, dar fericită. În timpul Revoluției Culturale, Luo Qun a fost criticat, iar Feng Jinglan a fost torturată cu bestialitate pentru că și-a protejat manuscrisele.
În anii 1970, după căderea Bandei celor patru⁠(en)[traduceți], Wu devine secretar adjunct al comitetului prefectural al PCC și șef al organizației regionale, iar Song este promovată, de asemenea, în funcția de adjunct al șefului organizației regionale, deși nu are o putere reală. Într-o zi, o fată tânără, Zhou Yuzhen, îi povestește lui Song că a întâlnit pe Muntele Tien Yun un căruțaș pe nume Luo Qun, care încă nu fusese reabilitat în urma acuzației că ar fi deviaționist de dreapta. Song se simte vinovată și decide să repare singură nedreptatea suferită de Luo. În schimb, soțul ei, Wu, interferează cu brutalitate în această acțiune de reabilitare. Song își înfruntă soțul și face apel la activiștii de rang superior, iar, în cele din urmă, are loc reabilitarea politică a lui Luo. Veștile bune ajung însă prea târziu, deoarece Feng moare bolnavă în urma vieții grele pe care a dus-o. În final, Song îl urmărește de la distanță pe Luo, care jelește în tăcere în fața mormântului lui Feng.

## Distribuție
- Wang Fuli⁠(en)[traduceți] — Song Wei[5]
- Shi Weijian⁠(zh)[traduceți] — Luo Qun[5]
- Shi Jianlan⁠(d) — Feng Qinglan[5]
- Zhong Xinghuo⁠(zh)[traduceți] — Wu Yao[5]
- Hong Xuemin — Zhou Yuzhen[5]
- Li Shujun[5]

## Producție
Scenariul filmului a fost scris de Lu Yanzhou⁠(zh)[traduceți] și a fost inspirat din romanul său, Rododendronul roșu (în chineză: 满山杜鹃红; pinyin: Mǎn shān dùjuān hóng). Filmul a fost produs de Studioul Cinematografic din Shanghai⁠(en)[traduceți] și a fost regizat de cineastul Xie Jin⁠(en)[traduceți]. Muzica a fost compusă de Ge Yan. Durata filmului este de 126 de minute.

## Lansare
Întâmplare pe Muntele Tien Yun San a fost lansat în China în decembrie 1980. Succesul intern al filmului a determinat difuzarea lui și în alte țări precum Japonia (14 noiembrie 1981), Republica Federală Germania (premieră TV la ARD pe 19 aprilie 1982), Ungaria (14 februarie 1985), Polonia (1986) și Australia (14 aprilie 1988).
Premiera filmului în România a avut loc în iulie 1982; filmul a rulat în perioada următoare în unele cinematografe bucureștene precum Timpuri Noi (iulie 1982) și Progresul (august 1982), dar și în unele cinematografe din alte orașe (de exemplu, la Târgu Mureș).

## Aprecieri critice
Regizorul Xie Jin⁠(en)[traduceți] s-a concentrat în acest film pe Mișcarea împotriva „deviaționiștilor de dreapta”⁠(en)[traduceți] și a prezentat cu autenticitate acea perioadă istorică pe ecran. Filmul dezvăluie cu îndrăzneală și intensitate tragedia istorică trăită de oamenii cinstiți care au fost condamnați în mod eronat ca „deviaționiști de dreapta”, combinând trăirile emoționale ale indivizilor cu atmosfera politică, problemele sociale și evenimentele istorice ale epocii. S-a încercat astfel o analiză a evenimentelor istorice prin prisma unor aspecte politice, sociale și etice pentru a descoperi originile tragediei poporului chinez.
Enciclopedia cinematografică germană Lexikon des internationalen Films descrie astfel acest film: „După douăzeci de ani, un om de știință exilat ca «deviaționist» este reabilitat în China de fosta sa iubită, care ocupă acum o funcție înaltă în partid. Reprezentația scenică, care este puternic axată pe emoții, se pierde uneori în dispute ideologice în detrimentul caracterizării personajelor. Ca un exemplu de film recent din Republica Populară Chineză, el este totuși demn de remarcat.”.

### Premii
Întâmplare pe Muntele Tien Yun San a câștigat premiile pentru cel mai bun film, cel mai bun regizor, cea mai bună imagine și cele mai bune decoruri la prima ediție a premiilor „Cocoșul de aur⁠(en)[traduceți]”, care a avut loc în China în anul 1981, precum și premiul revistei Dàzhòng diànyǐng⁠(zh)[traduceți] („Filme populare”) pentru cel mai popular film și „Premiul „O sută de flori”⁠(en)[traduceți] pentru cel mai bun film, și a fost nominalizat la premiile pentru cel mai bun scenariu, cel mai bun montaj și cea mai bună actriță (Wang Fuli).
| Premiu                                   | Data ceremoniei | Categorie                                                    | Laureat/laureați          | Rezultat     | Note         |
| ---------------------------------------- | --------------- | ------------------------------------------------------------ | ------------------------- | ------------ | ------------ |
| Premiile cinematografice Huabiao         | 1980            | film remarcabil                                              | Xie Jin                   | Câștigat     | [ 17 ]       |
| Premiile cinematografice Huabiao         | 1980            | cel mai bun film                                             | Xie Jin                   | Câștigat     | [ 17 ]       |
| Premiile cinematografice Huabiao         | 1980            | cel mai bun scenariu                                         | Lu Yanzhou                | Câștigat     | [ 17 ]       |
| Premiile cinematografice Huabiao         | 1980            | cel mai bun regizor                                          | Xie Jin                   | Câștigat     | [ 17 ]       |
| Premiile cinematografice Huabiao         | 1980            | cel mai bun actor în rol secundar                            | Li Shujun                 | Câștigat     | [ 17 ]       |
| Premiile cinematografice Huabiao         | 1987            | cea mai bună actriță a deceniului                            | Wang Fuli                 | Câștigat     | [ 17 ]       |
| Premiile cinematografice Huabiao         | 1987            | cel mai bun regizor al deceniului                            | Xie Jin                   | Câștigat     | [ 17 ]       |
| Premiile „Cocoșul de aur⁠(en)[traduceți]” | 1981            | cel mai bun film                                             | Xie Jin                   | Câștigat     | [ 6 ] [ 17 ] |
| Premiile „Cocoșul de aur⁠(en)[traduceți]” | 1981            | cel mai bun regizor                                          | Xie Jin                   | Câștigat     | [ 6 ] [ 17 ] |
| Premiile „Cocoșul de aur⁠(en)[traduceți]” | 1981            | cea mai bună imagine                                         | Xu Qi                     | Câștigat     | [ 6 ] [ 17 ] |
| Premiile „Cocoșul de aur⁠(en)[traduceți]” | 1981            | cea mai bună scenografie                                     | Chen Shao-mian Ding Cheng | Câștigat     | [ 6 ] [ 17 ] |
| Premiile „Cocoșul de aur⁠(en)[traduceți]” | 1981            | cea mai bună actriță                                         | Wang Fuli                 | Nominalizare | [ 6 ] [ 17 ] |
| Premiile „Cocoșul de aur⁠(en)[traduceți]” | 1981            | cel mai bun scenariu                                         | Lu Yanzhou                | Nominalizare | [ 6 ] [ 17 ] |
| Premiile „Cocoșul de aur⁠(en)[traduceți]” | 1981            | cel mai bun montaj                                           | Zhou Dingwen              | Nominalizare | [ 6 ] [ 17 ] |
| Premiile „O sută de flori”               | 1981            | cel mai bun film                                             | Xie Jin                   | Câștigat     | [ 6 ] [ 17 ] |
| Premiile „O sută de flori”               | 1981            | cel mai bun actor                                            | Shi Weijian               | Nominalizare | [ 6 ] [ 17 ] |
| Premiile „O sută de flori”               | 1981            | cea mai bună actriță                                         | Wang Fuli                 | Nominalizare | [ 6 ] [ 17 ] |
| Premiile Criticilor de Film din Shanghai | 2005            | Topul celor mai bune 22 de filme ale cinematografiei chineze | Xie Jin                   | Câștigat     | [ 17 ]       |